# Clastoptera obtusa
Clastoptera obtusa is een halfvleugelig insect uit de familie Clastopteridae. De wetenschappelijke naam van deze soort is voor het eerst geldig gepubliceerd in 1825 door Say.